# Bombardier (avion)
Pour les articles homonymes, voir Bombardier.

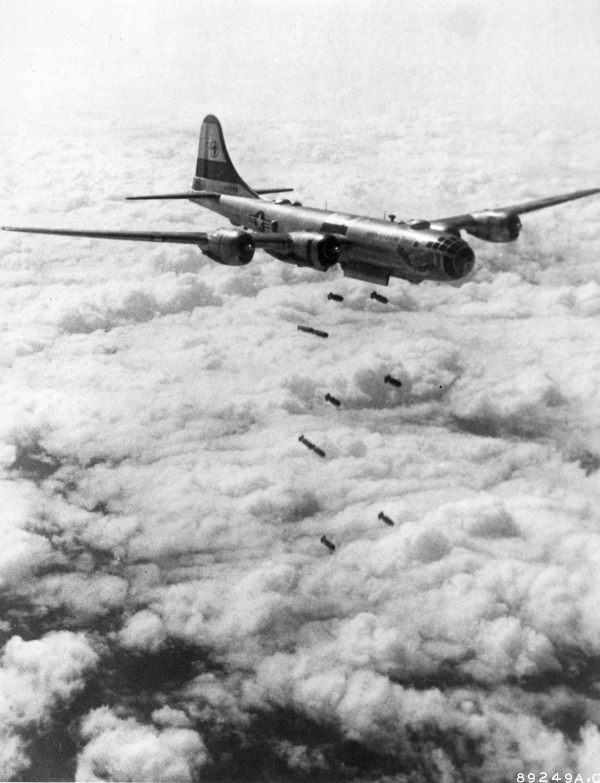
Un bombardier américain B-29 larguant ses bombes pendant la guerre de Corée.

Un bombardier est un avion militaire conçu pour détruire des cibles au sol, initialement à l'aide de bombes mais aussi de nos jours à l'aide de missiles air-sol tels que des missiles de croisière.

## Historique

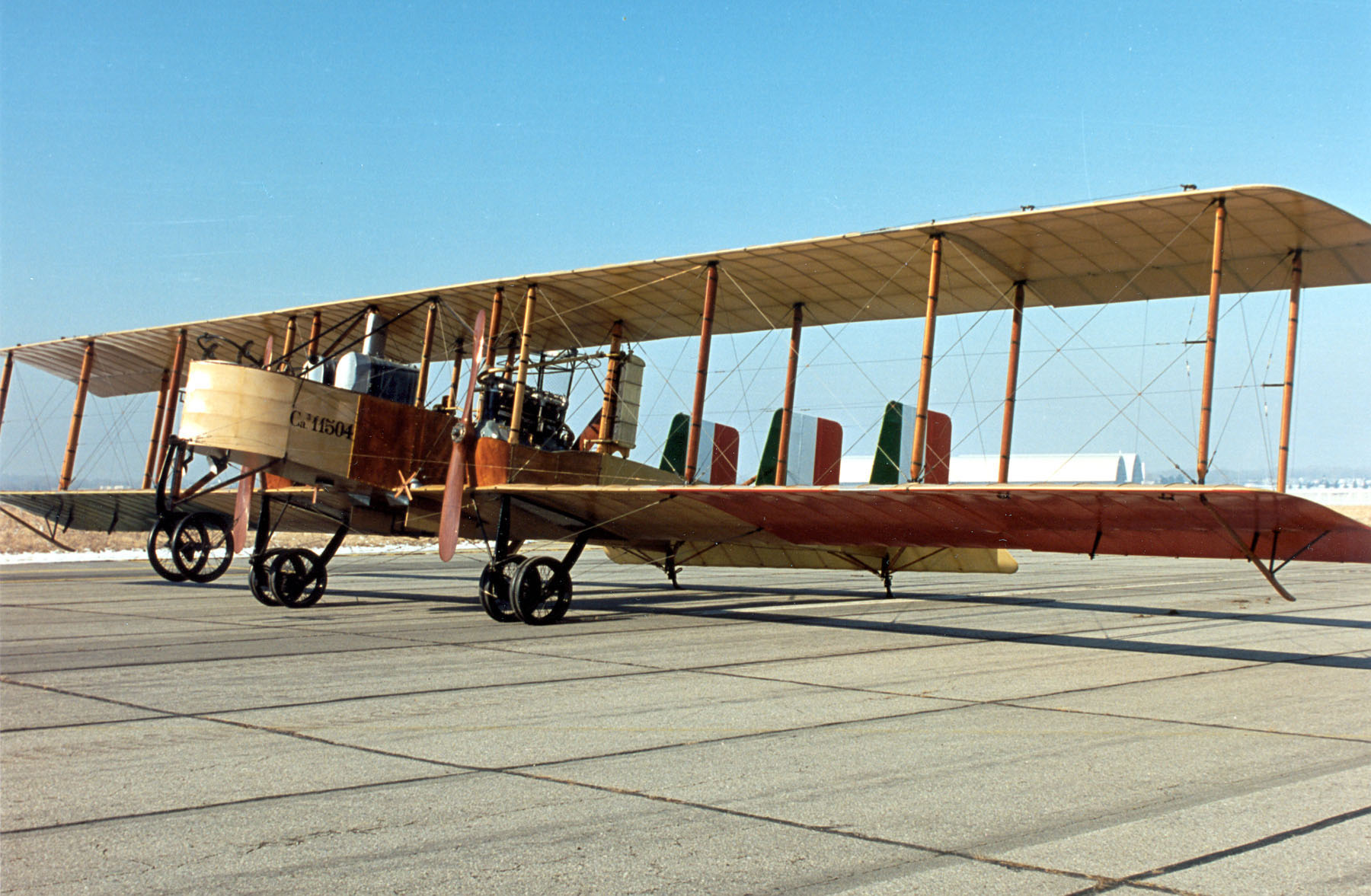
Bombardier italien Caproni Ca.36 de la Première Guerre mondiale.

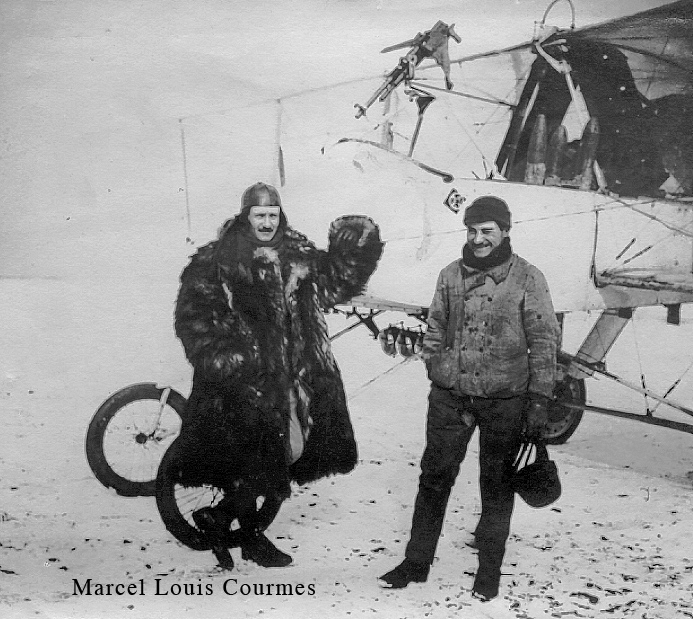
Marcel Courmes, officier français et pilote, 2e groupe de bombardement, août 1915.

Les bombardiers sont apparus juste avant la Première Guerre mondiale. Au départ, les bombes étaient simplement jetées par-dessus bord par l'équipage, avec une précision forcément très limitée. Le bombardement « massif » commença à la fin de la guerre, avec des avions aux proportions gigantesques mais des charges « modestes », mais il ne fut jamais réellement mis en œuvre. Juste avant la Seconde Guerre mondiale apparurent les bombardiers en piqué, qui apportaient une première solution au problème de précision. Lors de cette guerre, on vit également les premiers raids de bombardement massifs avec plusieurs centaines de bombardiers envoyés sur le même objectif (généralement une ville, ou une zone industrielle, pour les bombardements dits « stratégiques ») causant des destructions considérables et faisant des milliers de victimes civiles. La fin de la guerre fut marquée par les deux bombardements nucléaires de Hiroshima et Nagasaki.
L'apparition de la bombe atomique et le début de la guerre froide renforcèrent le besoin en bombardiers stratégiques à long rayon d'action. Parallèlement, les bombardiers suivirent l'évolution générale des autres avions de combat : adoption de la propulsion par réacteurs et, pour certains, vitesses supersoniques voire supérieure à Mach 2. Cependant, on s'aperçut vite qu'il était illusoire d'espérer franchir les défenses ennemies à grande vitesse et haute altitude. De plus, l'arrivée des missiles balistiques réduisit le besoin de bombardiers stratégiques.
Par contre le besoin de bombardiers classiques est resté d'actualité, même s'ils tendent à être remplacés par des avions multirôles tels les chasseurs-bombardiers. Leur armement s'est diversifié avec l'apparition des missiles de croisière et des missiles air-sol, et un chasseur-bombardier d'aujourd'hui peut emporter autant qu'un bombardier lourd de la Seconde Guerre mondiale.

## Caractéristiques

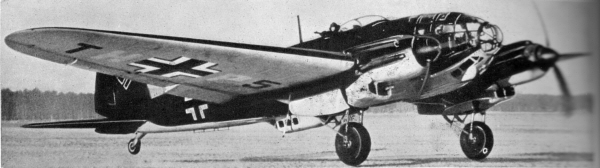
Bombardier allemand Heinkel He 111 de la Seconde Guerre mondiale.

Les caractéristiques attendues pour un bombardier sont :
- une grande autonomie, pour pouvoir frapper des cibles éloignées ;
- une bonne capacité d'emport de charge, pour avoir une force de frappe suffisante ;
- un bon système de guidage (navigation/bombardement), pour garantir la destruction de la cible ;
- de bons systèmes d'autodéfense, afin de pouvoir atteindre l'objectif et revenir.

## Typologie

### Bombardier stratégique

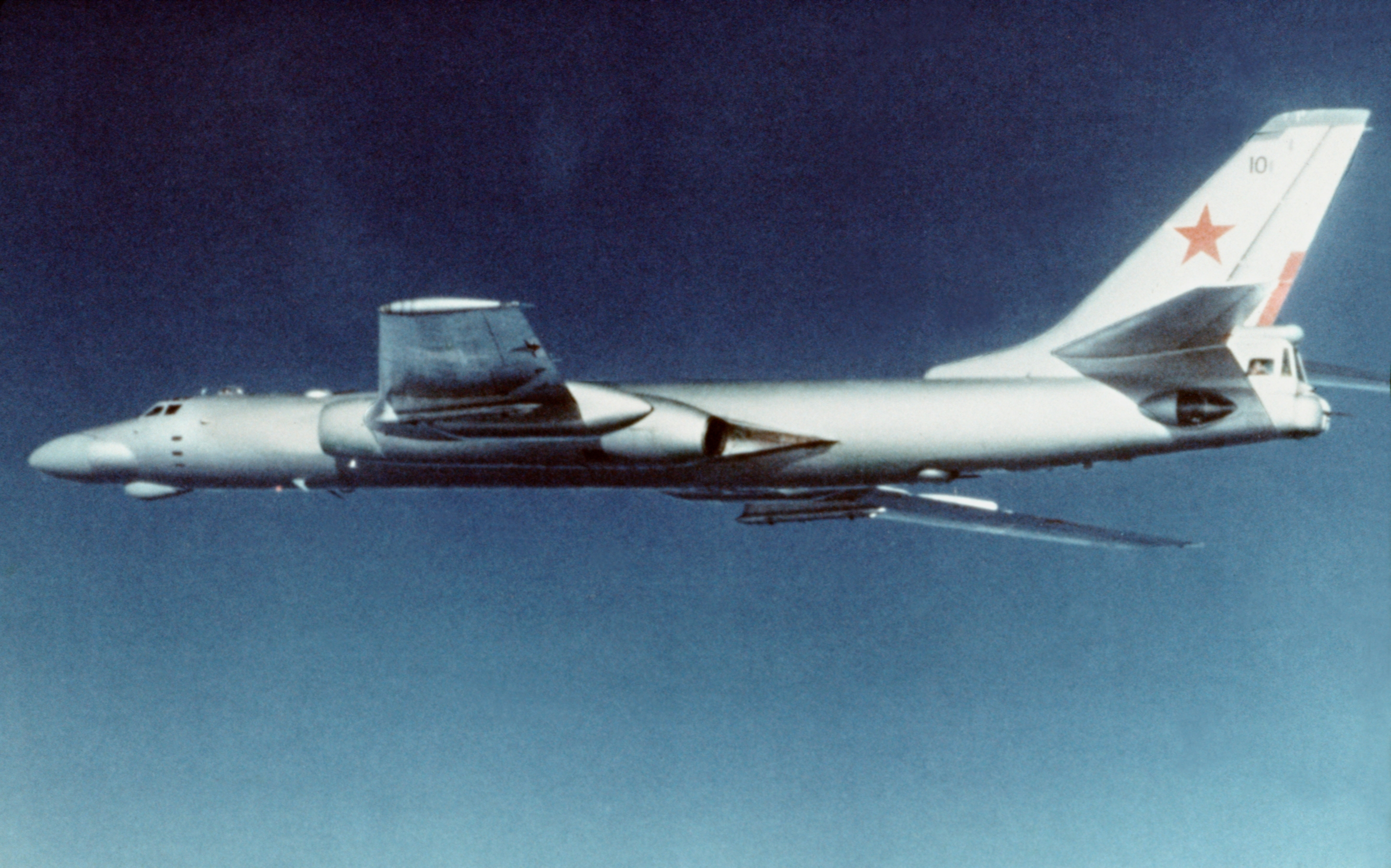
Un bombardier stratégique russe Tupolev Tu-16.

Les bombardiers stratégiques sont conçus pour des attaques à grandes distances contre des cibles stratégiques (villes, sites industriels, ports, etc.), soit avec une grande quantité de bombes soit à l'aide d'une bombe atomique ou d'un missile de croisière.

### Bombardier-torpilleur
Le bombardier-torpilleur est un avion conçu pour lancer des torpilles, contre des navires ou des sous-marins.

### Bombardier en piqué
Les bombardiers en piqué peuvent être considérés comme les ancêtres des avions d'attaque au sol. Ils utilisaient une technique particulière pour atteindre leur cible avec précision.

### Avion d'attaque au sol

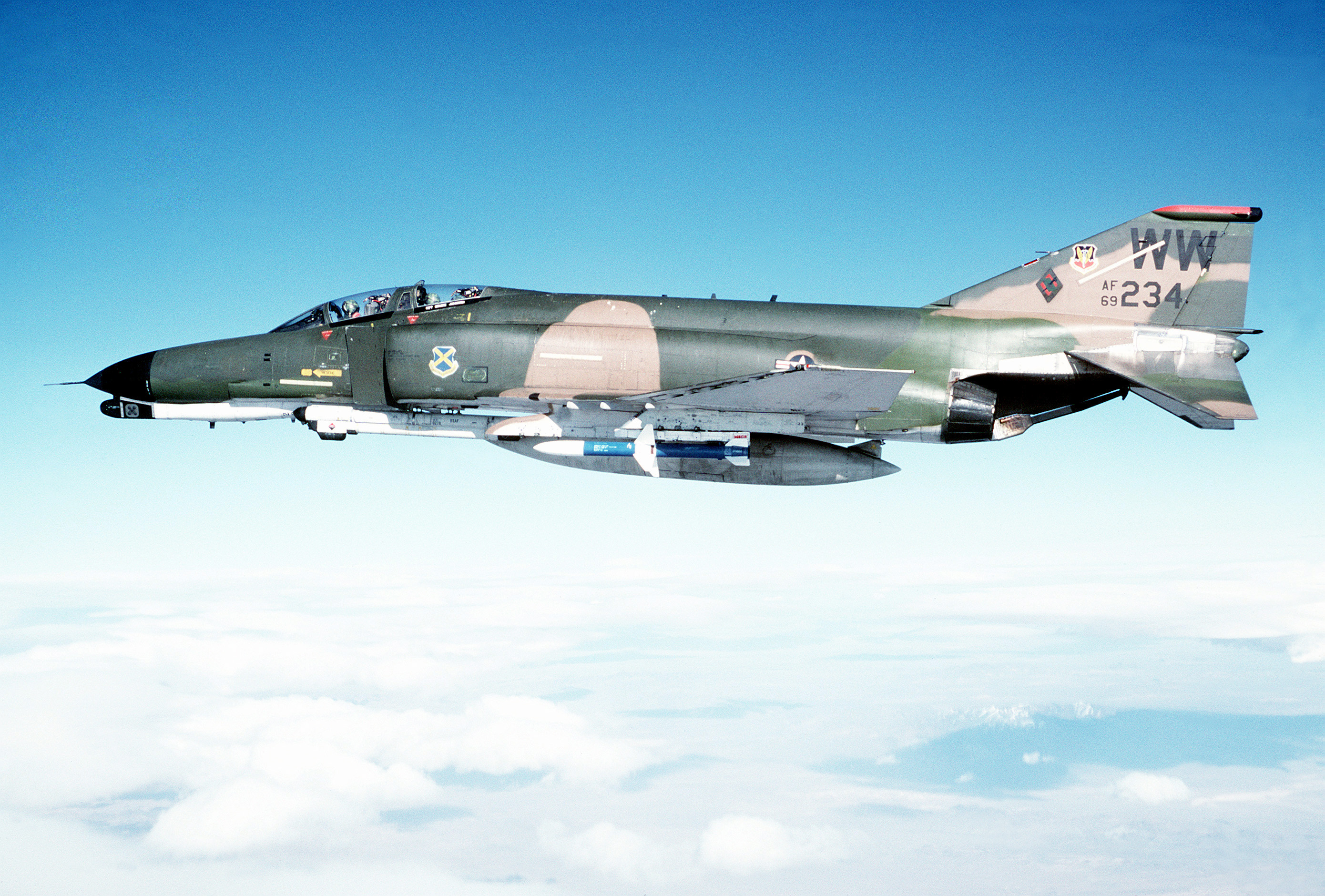
Un chasseur-bombardier F-4 Phantom II américain.

Les avions d'attaque au sol peuvent être considérés comme des bombardiers légers conçus pour attaquer des cibles plus mobiles, comme des chars, ou des concentrations de troupes.

### Chasseur-bombardier
Les chasseurs-bombardiers sont des avions multirôles, capables entre autres d'attaquer des cibles terrestres à l'aide de bombes ou de missiles air-sol, en plus de leur capacité au combat aérien proches de celle d'un avion de chasse.